# Rejon Lerik
Rejon Lerik (azer. Lerik rayonu) – rejon w południowo-wschodnim Azerbejdżanie. 

## Fotografie

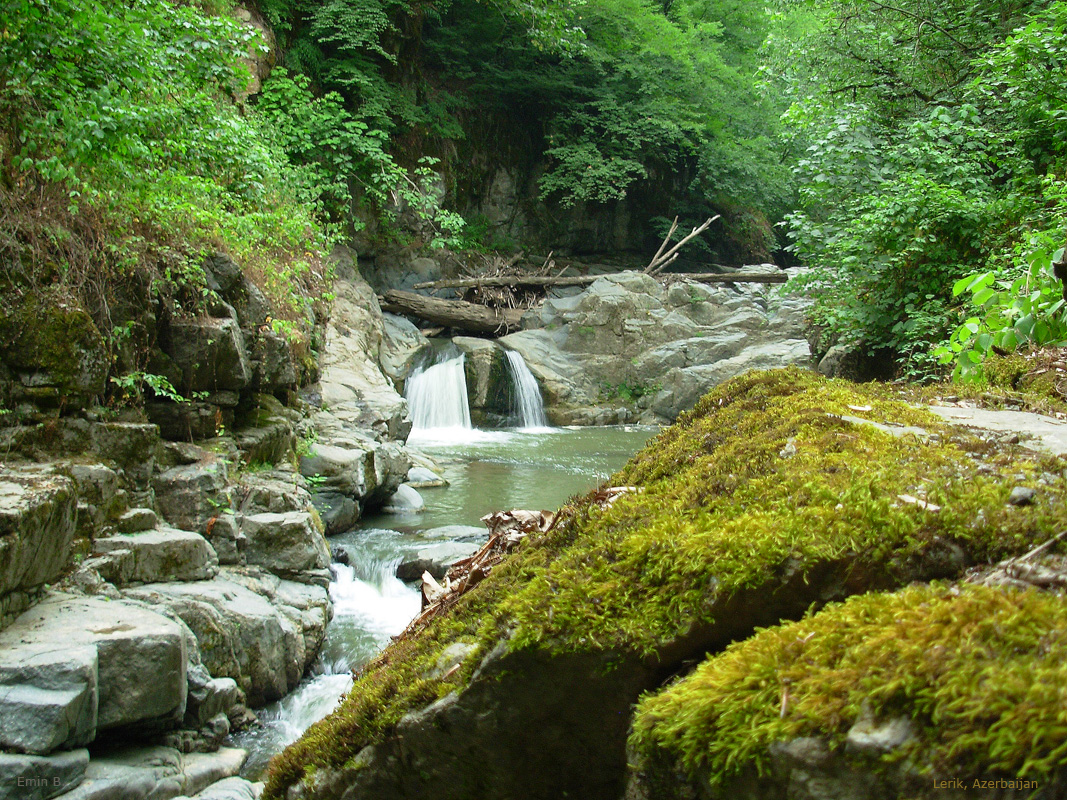
Lerik, Azerbejdżan
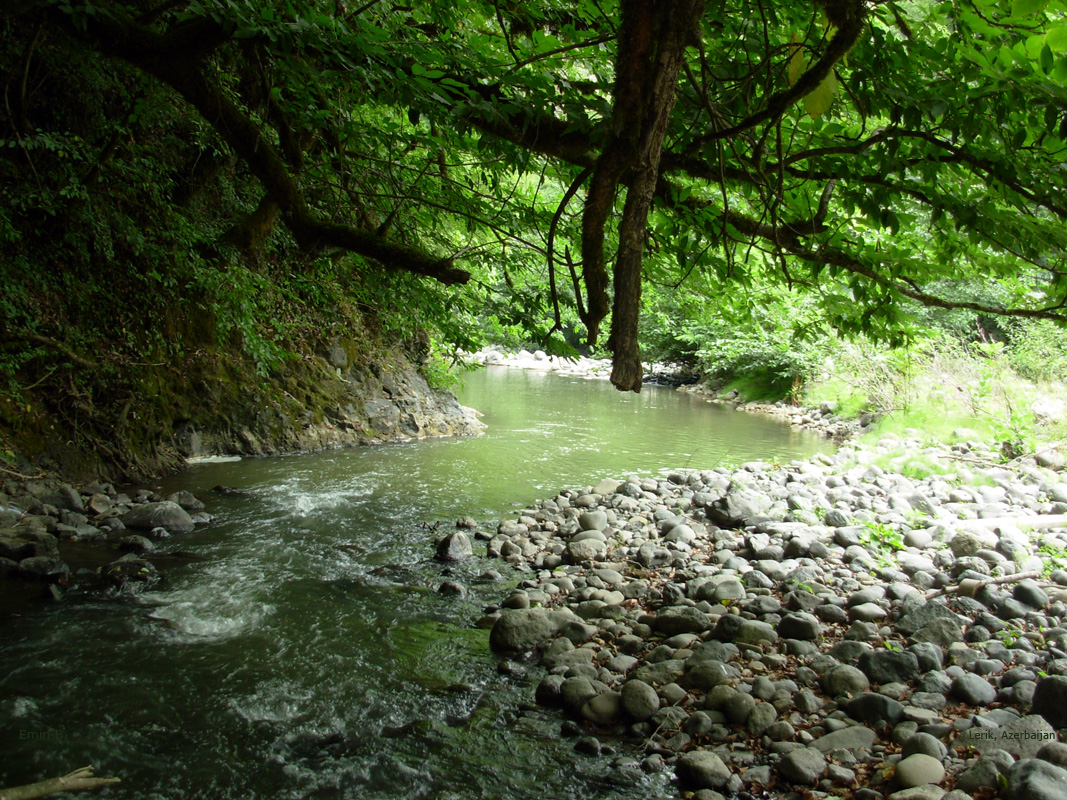
Lerik, Azerbejdżan